# Adrien Wulffaert
Adrien Wulffaert, né à Goes, Zélande, Pays-Bas, le 3 septembre 1804 et mort à Gand le 26 février 1873, est un peintre belge. Son champ pictural couvre essentiellement la peinture d'histoire, les scènes de genre et les portraits.

## Biographie

### Famille
Adrien Wulffaert, né à Goes le 3 septembre 1804, est le fils de Jacques Goes et de Jacqueline Sampon. Le 25 janvier 1835, il épouse à Bruges l'artiste peintre Clara Wulffaert (1808-1867). Ils deviennent parents de cinq enfants : 1) Paul (1835), 2) Gabrielle (1837), 3) Hippolyte (1840-1911), artiste peintre, 4) Adolphe et 5) Georgine, qu'il représente régulièrement sur ses tableaux.

### Formation
À l'âge de douze ans, en 1816, Adrien Wulffaert est envoyé à l'athénée de Bruges, où au cours de sa scolarité, il étudie également la peinture à l'Académie de Bruges, sous la direction de Joseph-François Ducq. Il obtient plusieurs premiers prix et réalise, d'après un dessin de Ducq, qu'il expose au Salon de Bruxelles de 1827, puis, la même année Saint-Vaast pour le maître-autel de l'église de Menin, ainsi que divers portraits dès 1828. Après la mort de son professeur advenue en 1829, Adrien Wulffaert s'installe durant une année à Paris.

### Carrière
Adrien Wulffaert se fait connaître au Salon de Gand de 1826 en exposant quatre œuvres, puis au Salon de Bruxelles de 1827, où il expose une Paysanne de Sud Beveland, puis au concours du Salon de Gand de 1829, où, grâce à son dessin au crayon noir relevé de blanc, L'Entrée triomphale de Paul-Émile à Rome, il remporte l'accessit du prix décerné à la peinture d'histoire, de même qu'une médaille d'encouragement. Il participe ensuite aux divers Salons nationaux à Anvers, Gand et Bruxelles, jusqu'en 1852.
Après quelques critiques, adressées notamment par le Messager de Gand, au sujet de la récurrence de ses figures enfantines similaires au Salon de Gand de 1844, Adrien Wulffaert expose ses œuvres à Londres, où elles obtiennent davantage de succès. De retour aux manifestations artistiques belges, il présente cinq portraits à l'exposition des amis des beaux-arts de Gand au printemps 1847, que le quotidien gantois estime remarquables, d'une exécution bien soignée, suscitant l'impression et le sentiment. En 1847, il peint L'Adoration des bergers qui orne l'église Saint-Étienne de Gand. De retour au Salon de Gand de 1850, il expose deux épisodes de la vie de Françoise de Foix, dont les étoffes sont particulièrement bien rendues, et représente ses enfants dans de nouveaux portraits.
Le 31 août 1852, Adrien Wulffaert, candidat comme directeur de l'Académie des Beaux-Arts de Bruges, est devancé par Romain Eugène Van Maldeghem qui obtient le poste.

### Mort
Adrien Wulffaert meurt, à l'âge de 68 ans, à Gand, le 26 février 1873.

## Œuvres

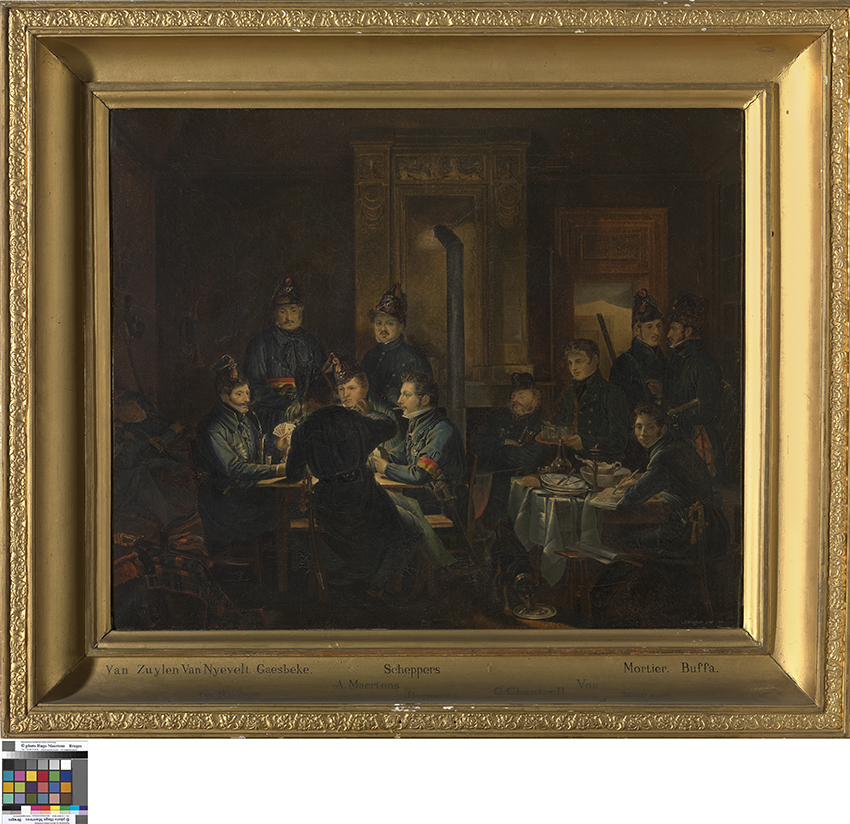
Le Corps de garde de la compagnie des chasseurs francs, 1831, Musée Groeninge.

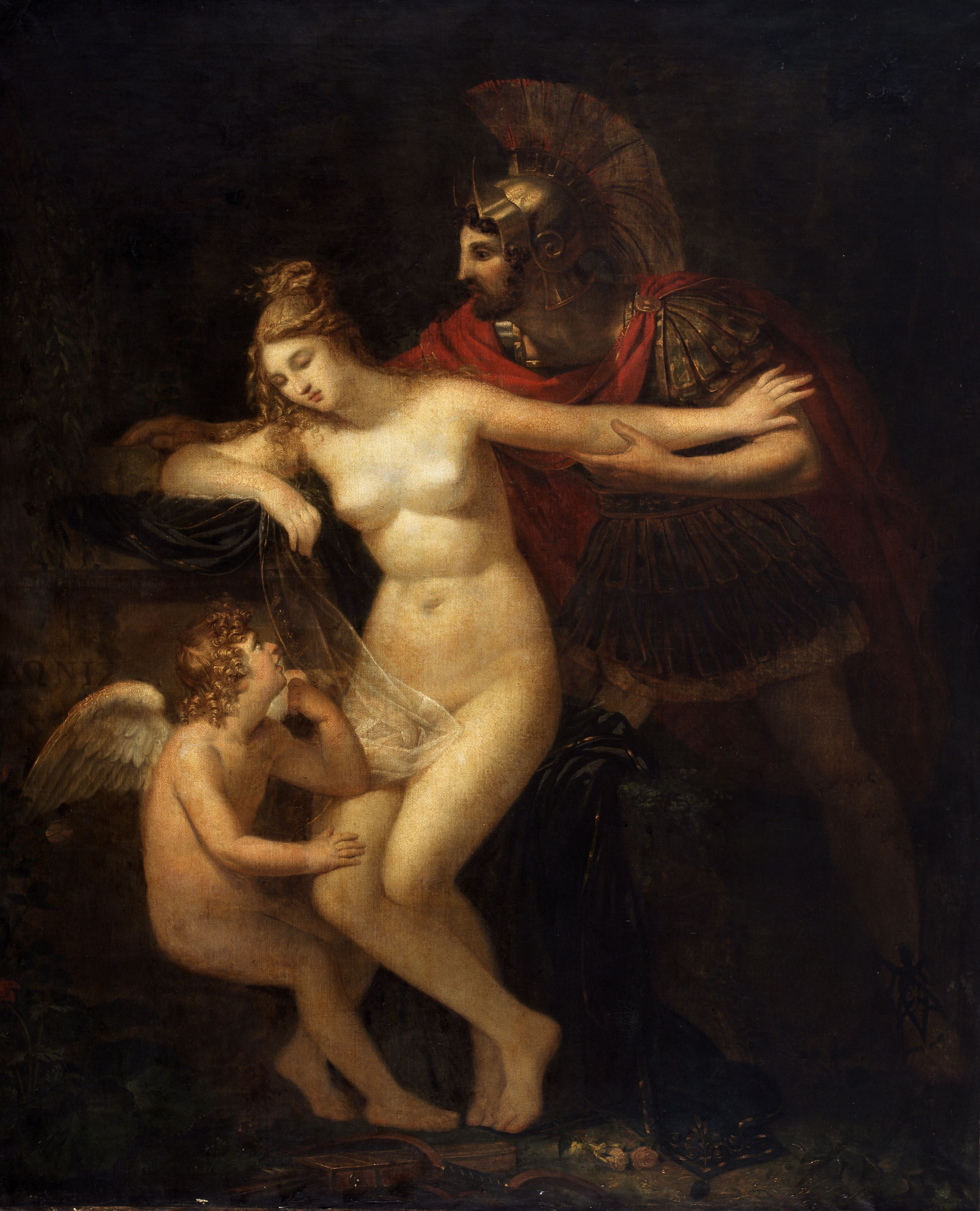
Vénus et Mars, par Adrien Wulffaert, vers 1832, conservé au Musée des Beaux-Arts de Gand.

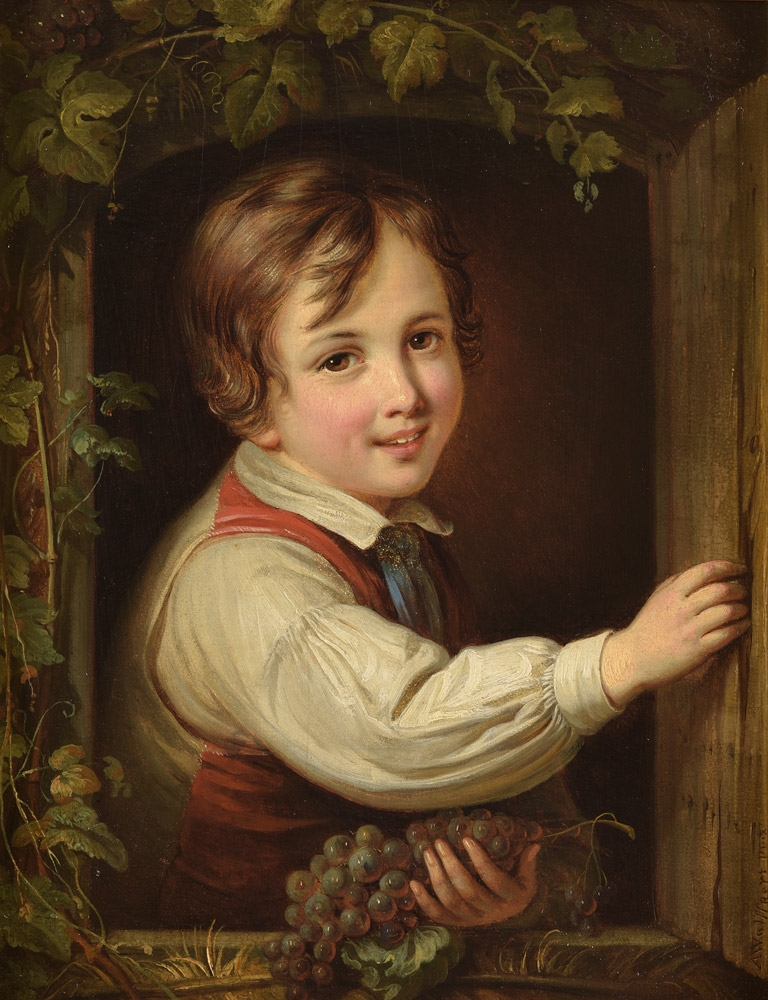
Un petit voleur de raisins, par Adrien Wulfaert, 1837.

### Collections muséales et publiques
- Étude d'un nu masculin, dessin académique, 1824, Musea Brugge[11] ;
- Le Corps de garde de la compagnie des chasseurs francs, 1831, Musée Groeninge à Bruges[3] ;
- Vénus et Mars, vers 1832, Musée des Beaux-Arts de Gand[12] ;
- Frères de lait, 1838, Musée des Beaux-Arts de Gand[12].

### Expositions
- Philoctète dans l'île de Lemnos, tableau d'histoire Salon de Gand de 1826[4] ;
- Daphnis et Chloé, Salon de Gand de 1826[4] ;
- Une Famille dans l'extrême indigence, Salon de Gand de 1826[4] ;
- Un Jeune artiste dessinant de la main gauche, Salon de Gand de 1826[4] ;
- Paysanne du sud Beveland, Salon de Bruxelles de 1827[5] ;
- L'Entrée triomphale de Paul-Émile à Rome, dessin, Salon de Gand de 1829[6] ;
- Portrait d'enfant de grandeur naturelle, Salon de Gand de 1829[6] ;
- Noce de village à l'Île de Zuid-Beveland, Salon de Gand de 1832[13] ;
- Tableau de famille, Salon de Gand de 1832[13] ;
- Le Naufrage, Salon de Gand de 1835, médaille d'honneur[14] ;
- Le Repos, Salon de Gand de 1835[14] ;
- Fête zélandaise, Salon de Gand de 1835[14] ;
- Le Meunier, son Fils et l'Âne, Salon de Bruxelles de 1836[7] ;
- Paysanne flamande avec son enfant, Salon de Bruxelles de 1836[7] ;
- Une Vision de sainte Philomène, Salon de Bruxelles de 1836[7] ;
- Les Enfants surpris par l'orage à l'entrée d'un bois, Salon de Bruges de 1837[15] ;
- Un Petit voleur de raisins, Salon de Bruges de 1837 et Salon de Gand de 1838[15] ;
- Agar dans le désert, Salon d'Anvers de 1837[16] ;
- Une Scène de désolation, Salon d'Anvers de 1837[16] ;
- Une Scène de jeu, Salon de Bruxelles de 1839[17] ;
- Une Danseuse alsacienne, Salon d'Anvers de 1840[18] ;
- Un Fou qui vend la sagesse, Salon d'Anvers de 1840[18] ;
- Elisa, Salon d'Anvers de 1840[18] ;
- La Mort de l'amiral De Ruyter, Exposition de Bruges de 1840[19] ;
- Un Enfant sortant du bain, Salon de Gand en 1838 et Exposition de Bruges de 1840[19] ;
- Un Moment d'hésitation avant la signature d'un contrat de mariage, Salon de Bruxelles de 1842[20] ;
- La Fête du bon papa, Salon de Bruxelles de 1842[20] ;
- La Signature du contrat de mariage, Salon d'Anvers de 1843[21] ;
- L'Escarpolette, Salon de Gand de 1844[22] ;
- Jean qui rit et Jean qui pleure, Salon de Gand de 1844[22] :
- Julie et Mary, Londres 1846 et exposition des amis des beaux-arts de Gand de 1847[8] ;
- L'Adoration des bergers, exposée en 1847 à l'Université de Gand et destinée à l'église Saint-Étienne de la même ville[9] ;
- Deux Épisodes de la vie de Françoise de Foix, Salon de Gand de 1850[2] ;
- Étude d'enfants, Salon de Gand de 1850[2] ;
- Georgina et Flora, Salon de Gand de 1850 et Salon d'Anvers de 1852[2].

## Distinction
- Chevalier de l'ordre de l'Immaculée Conception de Vila Viçosa (Royaume de Portugal, 5 décembre 1853)[23].